# Jonas Palm
James Wilhelm Jonas Palm, född 29 juni 1925 i Göteborg, död  6 november 1996, var en svensk klassisk filolog och professor vid Uppsala universitet.
Palm avlade studentexamen i Halmstad 1944. Han blev filosofie kandidat vid Lunds universitet 1947, filosofie magister 1948, filosofie licentiat 1953 och filosofie doktor 1956. Från 1955 till 1962 verkade han som docent vid Lunds universitet och 1962 utnämndes han till professor i grekiska språket och litteraturen vid Uppsala universitet, en befattning som han innehade fram till 1990.
Som forskare intresserade sig Palm främst för efterklassisk grekiska. Han ingick i 1973 års bibelkommission där han arbetade med översättningen av Nya Testamentet.
Han var ledamot av Kungliga Vitterhets Historie och Antikvitets Akademien, Kungliga Humanistiska Vetenskapssamfundet i Uppsala, Kungliga Vetenskapssamhället i Uppsala, Vetenskapssocieteten i Lund och Nathan Söderblom-sällskapet.